# Codex Escalada
Le Codex Escalada (ou Codex 1548) est une feuille de parchemin sur laquelle ont été dessinées, à l'encre et dans le style européen, des images (accompagnées d'un texte en nahuatl) illustrant une apparition mariale, à savoir celle de Notre-Dame de Guadalupe à Juan Diego qui aurait eu lieu à quatre reprises en décembre 1531 sur la colline de Tepeyac, au nord du centre de Mexico. S'il est authentique et qu'il est bien daté du milieu du XVIe siècle (comme l'indiquent les tests effectués jusqu'à présent), le document comble une lacune dans les archives documentaires quant à l'ancienneté de la tradition concernant ces apparitions et de l'image de la Vierge associée à la quatrième apparition qui est vénérée à la basilique Notre-Dame-de-Guadalupe de Mexico. Le parchemin a été découvert pour la première fois en 1995. En 2002, il est dénommé « Codex Escalada » en l'honneur du père jésuite Xavier Escalada qui l’a porté à l’attention du public et qui l’a publié en 1997.

## Description

### Le codex
Ce document n’est pas un codex au sens classique du terme, mais une simple feuille de parchemin (d'environ 13,3 × 20 cm) préparée à partir de ce qui est probablement une peau de daim. Dans les études mésoaméricaines, le mot codex est appliqué à tous les types de manuscrits illustrés, quelle que soit leur forme, exécutés dans la tradition autochtone. Le codex Escalada présente plusieurs plis significatifs, tant sur la longueur que sur les côtés, et les bords sont abrasés ce qui, associé à une patine jaunâtre profonde, en empêche une lecture nette. Cependant, les principales caractéristiques peuvent être distinguées.
L'image principale comprend un paysage rocheux parsemé de maigres garrigues flanqué à gauche par un Indien agenouillé au pied d'une montagne et faisant face aux trois quarts de la plaine en direction de la Vierge qui, à son tour, flanque le paysage à droite. Elle est contenue dans une mandorle nébuleuse, et à ses pieds sont des traces de ce qui semble être une lune à cornes. Ceci représente l’apparition qui aurait eu lieu le 12 décembre 1531 sur la colline de Tepeyac située à six kilomètres au nord de la place principale de Mexico. Le soleil se lève sur les collines derrière la Vierge.
Au-dessus du paysage central se trouve la date « 1548 » en dessous de laquelle quatre lignes de texte nahuatl sont écrites en alphabet latin et peuvent être traduites comme suit : « En cette année du 15 [0] 31, Cuauhtlatoatzin, notre bien-aimée mère, Notre-Dame de Guadalupe au Mexique ». Sous le paysage et un peu excentré à droite, se trouve l'imposante signature de Fra Bernardino de Sahagún (vers 1499-1590), célèbre  missionnaire franciscain, historien et pionnier en ethnologie. Sur les falaises au-dessus de l'Indien agenouillé se trouve une représentation beaucoup plus petite d'un homme sur la colline. Juste en dessous de l'Indien agenouillé se trouve un texte en nahuatl écrit en alphabet latin, dont la première partie peut être traduit par : « Cuauhtlatoatzin est mort d'une mort digne », et la suite : « en 1548, Cuauhtlatoatzin est mort ». D’après d'autres sources, il s’agit du nom d’origine de Juan Diego, bien que l’orthographe normale du milieu du XVIe siècle soit « Quauhtlahtoatzin »,,. Ce sont ces derniers détails qui ont conduit le parchemin à être considéré comme un « type d'acte de décès » de Juan Diego,.

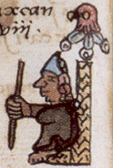
Pictogramme d'Antonio Valeriano dans le Codex Aubin.

La marge droite du parchemin constitue un registre d'images distinct. La moitié supérieure est une continuation du paysage, en dessous de laquelle se trouve une image rectiligne indistincte. En dessous, à l'extrême droite, se trouve un pictogramme orienté vers la gauche dans le style indigène d'un homme brandissant un bâton debout assis sur une chaise de cérémonie. La chaise est surmontée d'un glyphe représentant la tête d'un oiseau d'où jaillissent des ruisseaux. Sous ce pictogramme se trouvent les mots « juez anton vareliano [sic] » pris comme une référence à Antonio Valeriano (environ 1525-1605). Valeriano a été juez-gobernador (ou juge-gouverneur) de sa ville natale d'Azcapotzalco de 1565 à 1573, puis de San Juan Tenochtitlan. Il avait été élève puis associé de Sahagún dans la compilation d'un récit encyclopédique de la vie des Nahuas et de leur culture avant la conquête espagnole, travail réalisé entre 1540 et 1585 (environ) et qui est célèbre sous le nom du codex de Florence.
Le pictogramme de Valeriano est très proche de celui qui figure dans le codex Aubin du British Museum, qui date probablement de 1576, d'où son nom alternatif de « manuscrito de 1576 ». Le but et le rôle de la signature de Sahagún et du pictogramme Valeriano restent incertains.

### L'iconographie
La disposition de Juan Diego et de la Vierge sur le parchemin et leurs attributs physiques sont en partie similaires à une gravure d'Antonio Castro qui orne la deuxième édition (posthume) d'une œuvre de Luis Becerra Tanco, publiée pour la première fois au Mexique en 1666 sous le nom d'« Origen milagroso del santuario de Nuestra Señora de Guadalupe » et republié en Espagne en 1675 sous le nom de « Felicidad de México ». L'iconographie de la Vierge sur le parchemin se caractérise par l'absence de trois éléments qui font depuis toujours partie de l'image :
- l'auréole ou les rayons dorés qui entourent la Vierge
- la couronne sur la tête de la Vierge
- et l'ange avec un drap plié à ses pieds.

Les premiers et derniers éléments sont encore visibles sur l'image imprimée sur la tilma (ou le manteau) de Juan Diego dans la basilique Notre-Dame-de-Guadalupe de Mexico, mais la couronne avait disparu en 1895, dans des circonstances qui restent obscures. Ces trois éléments sont visibles dans la plus ancienne représentation connue du tilma, peinte à l'huile sur panneau datée de 1606 et signée  Baltasar de Echave Orio (es). Une série de marques sur la frange du manteau de la Vierge tombant sur son épaule gauche ont été interprétées comme des étoiles mais (comme pour ce qui pourrait être la lune) sont trop rudimentaires pour permettre une identification sûre. À la suite d’une étude infrarouge et oculaire de la tilma en 1979, Philip Callahan a conclu que la lune, l'ange avec tissu plié, l'auréole et les étoiles, avaient été ajoutées ultérieurement à l’image originale (sur ce codex). Probablement dans cet ordre, commençant à une date indéterminée du XVIe siècle et probablement jusqu'au début du XVIIe siècle.

## Historique

### Origine du document
Un certain José Antonio Vera Olvera a trouvé le parchemin, par hasard, enfermé dans une enveloppe de manille et logé entre les pages d'un ouvrage de dévotion du XIXe siècle en vente sur un marché du livre d'occasion. Il l'a ensuite transmis à la famille Guerra Vera de Querétaro qui a révélé son existence à Xavier Escalada en 1995. À l’occasion de la donation officielle du parchemin à l’archevêque de Mexico le 14 avril 2002, les propriétaires ont demandé qu’il soit connu sous le nom de Codex Escalada en hommage au travail de Xavier Escalada sur l'étude des apparitions de Guadalupe,. Xavier Escalada est décédé en octobre 2006.

### Circonstances de sa publication, propriété et emplacement
L'existence du parchemin a été rendu publique pour la première fois en août 1995 lorsque le père Escalada, jésuite espagnol et résident de longue date au Mexique, a annoncé que les propriétaires du parchemin l'avaient porté à son attention tout en lui demandant que leur identité reste confidentielle. L’annonce initiale se situait presque à mi-chemin entre la béatification et la canonisation de Juan Diego en 1990 et 2002 respectivement, et le parchemin aidait à dissiper des doutes sur l’historicité de Juan Diego lui-même et sur l’antiquité de la tradition quant aux apparitions. Avant la découverte du parchemin, la première référence documentée à Juan Diego qui ait survécu était Imagen de la Virgen María de Miguel Sánchez (es), publiée au Mexique en 1648. Néanmoins, le parchemin ne contient pas de faits nouveaux alors inconnus et relatifs à Juan Diego ou aux apparitions, car son nom d'origine et l'année de sa mort étaient déjà connus via d'autres sources. De même le rôle d'Antonio Valeriano dans la promotion du culte de Notre-Dame de Guadalupe était déjà connu (si, de fait, le Nican mopohua lui est bien attribué, comme cela a toujours été le cas, malgré les récentes critiques),,,,.
Xavier Escalada a ensuite publié (en 1997) une annexe de 80 pages à son Enciclopedia Guadalupana contenant des photographies du Codex et une présentation de l'étude scientifique sur son authenticité.

## Études critiques

### Études du document
Parchemin et encre
Le parchemin a été confié par Escalada à une équipe de 18 experts de diverses disciplines réunis au Centro de Física Aplicada and Tecnología Avanzada (UNAM) sur le campus de Querétaro. Cette équipe était coordonnée par le professeur Victor Manuel Castaño, qui l'a soumis à une série de tests non destructifs pour déterminer l'âge, l'authenticité et l'intégrité des matériaux. Dans leur rapport du 30 janvier 1997, ils concluaient que le parchemin et les encres correspondaient à une période du XVIe siècle et qu'il y avait suffisamment de preuves pour conclure que le document lui-même était d'origine du XVIe siècle. Plus de dix ans après les tests, Castaño a indiqué que l’équipe avait des contraintes de temps (bien qu’il n'ait donné aucune indication sur leur origine ou leur urgence). Il a également évoqué l'impossibilité de soumettre l'échantillon à des tests destructifs empêchant une évaluation concluante, mais il a reconnu que la créativité et l'ingéniosité des membres de l'équipe (qui travaillaient dans des groupes volontairement isolés les uns des autres afin de parvenir à des conclusions indépendantes) avaient suffisamment surmonté ces limitations pour leur permettre d'obtenir les conclusions auxquelles elles sont arrivées.
La signature de Sahagún
Une copie de la signature telle qu'elle figure sur le parchemin a été envoyée à Dr Charles E. Dibble (en), ancien professeur émérite d'anthropologie de l'université de l'Utah et l'un des principaux spécialistes des études de Sahagún. Dans une lettre du 12 juin 1996, ce dernier écrivait : « J'ai reçu une copie du codex 1548. J'ai étudié la signature et je crois que c'est la signature de Fra Bernardino de Sahagún. Je fonde mes conclusions sur les indications de trois éléments : la forme du 'Fray', le 'd' et le 'b'. À mon avis, la signature n'est pas la même que, elle n'est pas contemporaine de la date du codex de 1548. Je donnerais la signature dans les années 50 ou les années 60 ». Dans son rapport du 18 septembre 1996, Don Alfonso M. Santillana Rentería, chef du Bureau de numérisation et de photographie de la Banque du Mexique à Mexico, a vérifié la signature de Sahagún en ces termes : « ... la firma cuestionada, atribuida a Fray Bernardino de Sahagún, que aparece en el Códice 1548, fue hecha por su puño y letra; por lo tanto es auténtica. » (La signature en question, attribuée à Fra Bernardino de Sahagún, figurant sur le codex 1548, a été faite de sa propre main; elle est donc authentique),. L'équipe du professeur Castaño a identifié l'encre utilisée pour la signature de Sahagún (comme ils l'ont également fait pour la date "1548"), cette encre n’est pas identique à celle utilisée pour le reste du parchemin.
Publication des résultats
Les résultats de toutes ces analyses et enquêtes ont été publiés par Escalada en juillet 1997 dans le cinquième volume (ou appendice)de son Enciclopedia Guadalupana, appendice de 80 pages avec photographies et données techniques,,,.

### Doutes et suspicions
En 1996 et 1997, le parchemin et la signature de Sahagún ont été soumis à une analyse technique et critique dont les résultats ont tous été favorables à l'authenticité du document. Néanmoins, la stipulation initiale des propriétaires relative à leur anonymat ajoutait une touche de mystère à ce qui était déjà une découverte extrêmement fortuite, à la fois en ce qui concerne son calendrier, de la nature et de la quantité des données historiques dont il semble témoigner, bien que ce ne soit pas la seule découverte de ce type (durant cette période) qui ait contribué aux études sur l'historicité de Juan Diego. Le tableau de Baltasar de Echave Orio (es) daté de 1606 a déjà été mentionné à cet égard.
À cela s’ajoute la découverte par Eduardo Chávez Sánchez en juillet 2001 d’une copie (datée du 14 avril 1666) de la traduction originale des  Informations juridiques de 1666 (en), jadis connues uniquement par un exemplaire daté de 1737 et publié pour la première fois par Fortino Hipólito Vera y Talonia en 1889. En avril 2002, à la veille de la canonisation de Juan Diego, les propriétaires ont renoncé à leur droit à l'anonymat et, lors d'une cérémonie publique, ont fait don du parchemin à l'archevêque de Mexico. Depuis lors, il est conservé aux archives historiques de la basilique de Guadalupe.
Certains spécialistes ont trouvé que le mode et le moment de la découverte étaient suspects et que la convergence des données sur celle-ci n’était guère miraculeuse. Un érudit mexicain éminent (Rafael Tena) a rassemblé des éléments surprenants qui requièrent des éclaircissements et des explications :
- la provenance : ses commentaires étaient antérieurs à la publication des informations en 2002
- l'analyse des matériaux : Tena a préconisé des techniques d'investigation destructives malgré les dimensions exiguës du document
- critique d'histoire de l'art, y compris orthographe)
- la graphologie : Tena, malgré l'opinion experte de Dibble, était d'avis que l'accès à l'original était indispensable pour pouvoir attribuer de manière concluante la signature de Sahagún
- l'historiographie : selon Tena, le codex doit être postérieur à 1573, année où Valeriano a été nommé juez gobernador de Tenochtitlan, et que la signature de Sahagún sur le codex est inconciliable avec son opposition connue au culte (voir le paragraphe suivant)
- l'analyse linguistique.

Bien que de nombreuses caractéristiques déroutantes n’aient pas encore été expliquées ou expliquées en détail (y compris les anachronismes présumés qui présument que la date 1548 est la date de composition par opposition à la date d’enregistrement), et bien que d’autres tests ne puissent être conçus, aucun critique n’a été contestée,,, :
- l'intégrité et l'expertise de ceux qui ont soumis le document à une enquête
- la fiabilité et la cohérence des tests et des investigations réellement effectués ou conduits (sous réserve du non-accès au document original par Dibble)
- les conclusions tirées des résultats de ces tests et enquêtes

Rafael Tena, entre autres, a affirmé que même si la signature de Sahagún est authentique, sa présence sur un document comme celui-ci constitue une grave incohérence interne résultant de l'hostilité connue de Sahagún à l'égard du culte de Guadalupe. Bien que Sahagún ait effectivement exprimé des réserves quant au culte dans ses ouvrages historiques, cette critique relativement récente s'appuyait sur le fait qu'il considérait (cette dévotion) comme étant une application syncrétiste à l'épithète Tonantzin (« notre chère mère ») qu'il avait cependant lui-même librement utilisée dans ses propres sermons dès les années 1560.